# 青葉城恋唄
「青葉城恋唄」（あおばじょうこいうた）は、仙台城（青葉城）の城下町を基礎に発展した宮城県仙台市の風景を用いた、星間船一による失恋の叙情詩で、さとう宗幸によってイ長調の曲が付けられ歌謡曲となった。
1978年（昭和53年）5月5日にさとうのメジャー・デビュー曲としてシングル発売され、同年6月1日にダークダックスもシングル発売した。
仙台市、宮城県はもちろん、東北地方を代表するご当地ソングとみなされており、歌詞にある仙台の雅称「杜の都」を広めた。
同年に日本作詞家協会大賞を受賞した。

## 概要
東京の企業を脱サラしたさとう宗幸（本名：佐藤宗幸、現・宮城県大崎市古川育ち）は地元の宮城県に戻って、1977年（昭和52年）4月からNHK-FM仙台（宮城県仙台市）の「FMリクエストアワー」においてDJとなり、同ラジオ番組内のコーナーでリスナーから寄せられた詩に曲をつけて歌を創作していた。同年6月、リスナーだった仙台在住の星間船一（本名：星捷一。現・宮城県東松島市出身）が寄せた詩をもとに、さとうが編詩をし、5分ほどで当曲が誕生した。
当曲の反響は良く、仙台市内で繰り返し流された。そして、地元宮城県ではさとう宗幸の曲として定着していった。その頃、当曲はデモテープの3曲目に入れられてキングレコード（東京都）に持ち込まれた。3曲目ながら、ディレクター（当時）の赤間剛勝（仙台市出身）が気に入るところとなり、レコーディングされることになった。地元で人気とは言え全国的には無名のさとうを宣伝費をかけずに売り出す手法として赤間は、長年キングレコードの専属で当時ポリドールへ移籍していた有名コーラス・グループのダークダックスと競作させることにした。
1978年（昭和53年）5月5日にさとうの当曲が発売された。さとうの周辺では「3万枚」が現実的な目標であったが、発売10日で5万枚を超える売り上げとなった。しかし、約1ヶ月遅れの6月1日にダークダックスが当曲を発売すると、当初はダークダックスの方が売上が多かった。
同年6月12日に宮城県沖地震が発生すると、復興の意をこめてさとうが生中継で歌い上げたり、半年前に完成したばかりの国鉄（現JR東日本）仙台駅（現駅舎）でも特急列車が到着する度に流されたりされるようになるなど、さとうの歌う当曲も全国へ発信されるようになった。キングレコードもさとうをプッシュすることにし、仙台七夕花火祭（8月5日）の西公園ステージでは、当曲を歌うことになっていたダークダックスに対抗し、浴衣を着た宮城学院女子大学生約10人が並ぶ前でさとうが当曲を歌い上げる演出を行った。そして、仙台七夕まつり（毎年8月6日・7日・8日開催）頃から売上が逆転した。
当時は「地方の時代」という言葉が流行語だったが、東京から東北本線特急利用でも4時間以上かかる仙台（現在は東北新幹線で最速90分）から発信された当曲は「地方発の歌」の代表的存在として多くのメディアに紹介され、全国的にも「青葉城恋唄」はさとうの曲として定着した。そのため当曲でさとうはこの年の「第20回日本レコード大賞・新人賞」「第7回FNS歌謡祭・最優秀新人賞」にも選ばれ、さらに『第29回NHK紅白歌合戦』にも初出場を果たした。
1978年1月19日に放送開始されたTBS系列・生放送音楽番組『ザ・ベストテン』には、同年8月3日に「今週のスポットライト」コーナーで初出演。それから約4か月後の12月14日、第9位と当番組で初めて10位以内に入る。翌週の12月21日には最高順位の第8位に上昇、合計2週間ランクインされた。
最終的な売上はさとう宗幸110万枚（150万枚とも）、ダークダックス30万枚となり、ダークダックスとしてはヒットし損ねた結果になったが、当曲がきっかけとなり、ダークダックスのマンガさんこと佐々木行（福島県出身、愛知県育ち）と、さとう宗幸（岐阜県出身、宮城県育ち）が親類（はとこ）にあたることがわかった。
さとうが「青葉城恋唄」を発売してから約3ヶ月半後の8月21日には倍賞千恵子にカバーされ、倍賞のアルバムに収録されて発売された。さらに同年には秋庭豊とアローナイツ、翌1979年（昭和54年）には新沼謙治、大屋政子、石川さゆり、八代亜紀、森昌子、フランク永井、五木ひろし、和田弘とマヒナスターズと、男性歌手・女性歌手問わず次々カバーされた。また、1979年には香港で広東語バージョンが、1980年には台湾で（台湾）国語バージョンが発売されるなど、中華圏でも早い内から次々カバーされた。所ジョージが本作と同じコード進行を用いて「西武園恋唄」というパロディソング（コミックソング）を作ったこともある。その後も数々のアーティストにカバーされ、さとうのフォークソング、ダークダックスの合唱曲とは曲調が異なるムード歌謡、演歌、R&B、テクノポップ、ジャズ、ヒーリング・ミュージック、イージーリスニング、ボサノヴァなどにアレンジされた楽曲も生まれた。このような過程で当曲は、さとうやダークダックスのファン以外にも浸透していくことになった。さとう自身も当曲を何度もシングルで再発売し、「さとう宗幸全曲集」や「青春歌年鑑」など複数のアルバムにも収録しており、現在では懐メロの定番ソングとなっている。
仙台で活躍していたシンガーソングライター・さとうは当曲により全国区になり、TBSテレビの桜中学シリーズドラマ『2年B組仙八先生』（1981年 - 1982年）で主役の伊達仙八郎を演じ、政宗ブームを生んだNHK大河ドラマ『独眼竜政宗』（1987年）で支倉常長を演じるなど、俳優としても活躍することになった。1990年代以降、全国的にカラオケボックスが広がるが、当曲のカラオケビデオでは、俳優経験があるさとう自身が出演している。
地元の宮城県では、仙台七夕まつり期間になると、祭り会場のアーケード街などで、島倉千代子の「七夕おどり」や「ミス仙台」と共に当曲が繰り返し流されている。また、1988年（昭和63年）からJR仙台駅の在来線ホームにおいて、当曲をモチーフにした宮城フィルハーモニー管弦楽団（1989年より仙台フィルハーモニー管弦楽団）演奏の発車メロディが、替わって2016年（平成28年）からは新幹線ホームにおいて、当曲を編曲した仙台フィル演奏の発車メロディが使用されている。
2004年（平成16年）プロ野球再編問題の結果、仙台を本拠地として新規参入した東北楽天ゴールデンイーグルスでは、応援団が作成したチャンステーマのイントロ部分にも当曲が使用されている。その他、仙台市民・宮城県民または出身者のカラオケでの定番曲となっており、県民歌・市民歌のように扱われ歌われている。
さらに、日本の高校野球では宮城県代表の高校が、阪神甲子園球場のアルプススタンドにて、当曲を応援歌として演奏される事が有る。特に2022年夏・第104回全国高等学校野球選手権大会において、仙台育英高校が初めての「白河の関越え」と成る、東北勢で悲願の全国制覇を果たした際、さとう本人が「東北に新しい光を注いでくれて、心から感動しました。優勝おめでとうございます」と祝福のコメントを述べていた。
TBS系列の2時間ドラマである月曜ゴールデン「医師・円城寺修『杜の都の死刑囚』」（2011年12月5日）、および、「医師・円城寺修Ⅱ『恨みの報酬』」（2012年6月4日）でも、遠藤浩二によるエンディング挿入歌として使われるなど、近年でも仙台のご当地ソングとして認識され続けている。

## 歌詞に描かれた場面の画像

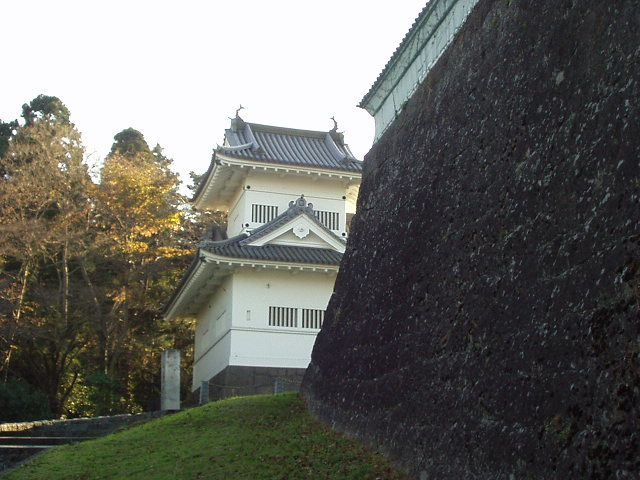
仙台城（青葉城）の隅櫓（2003年11月20日撮影）
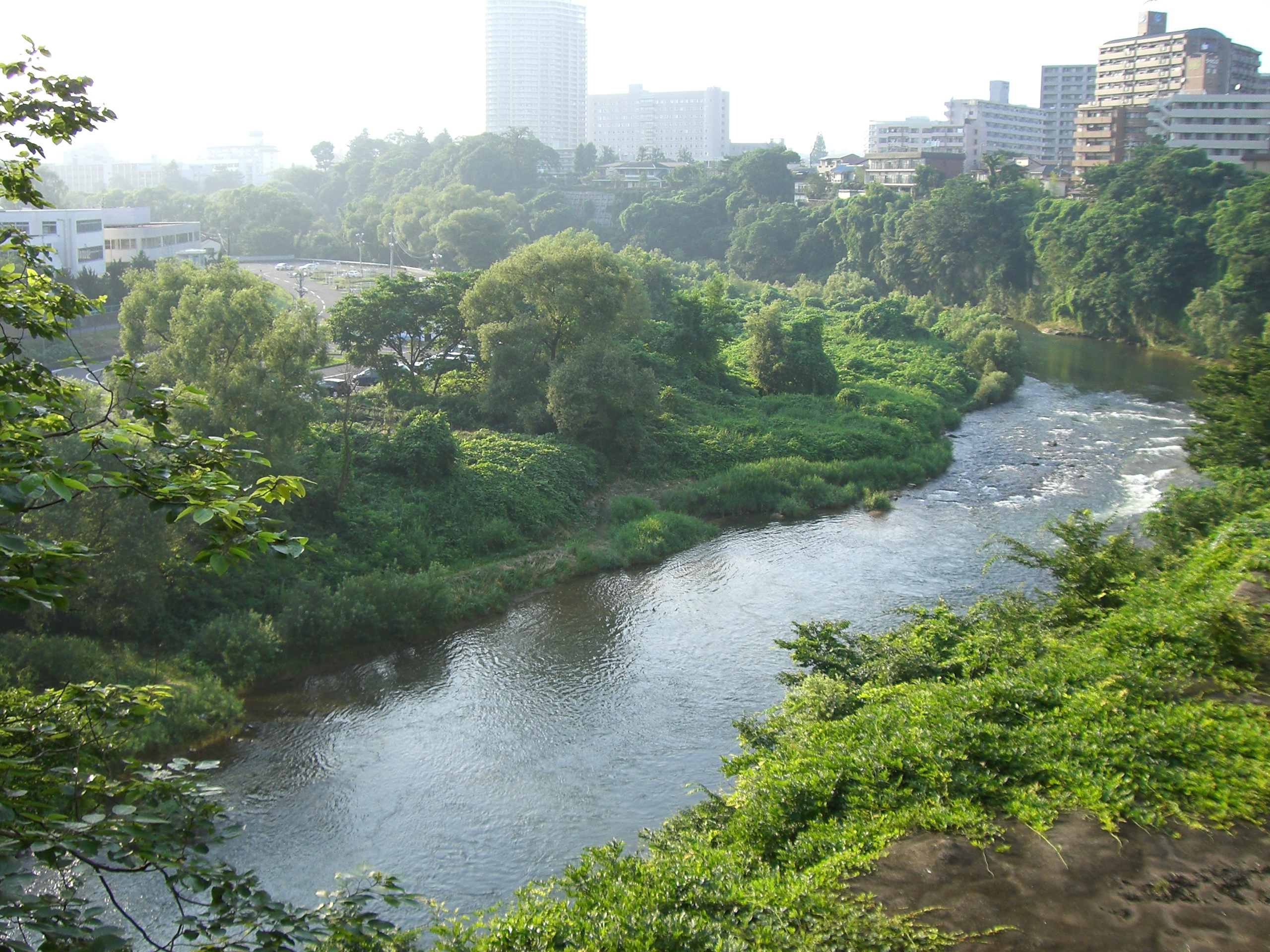
広瀬川（2006年8月3日撮影）
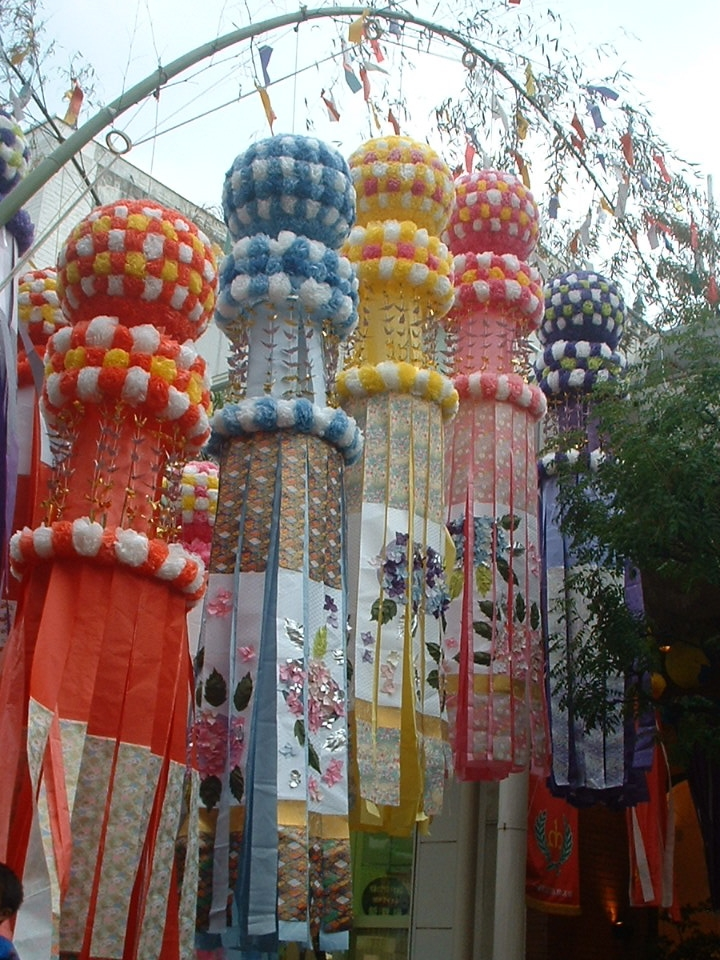
仙台七夕（2005年8月）
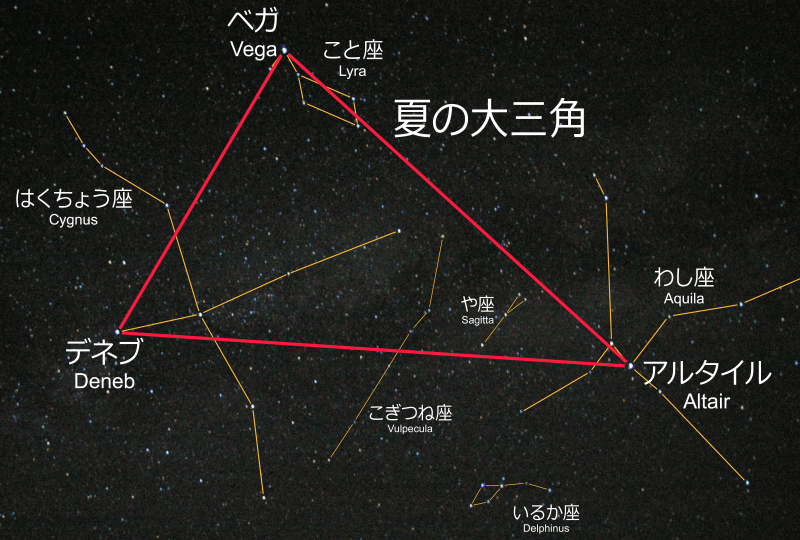
夏の大三角（アルタイル：七夕の彦星、ベガ：七夕のおりひめ星）
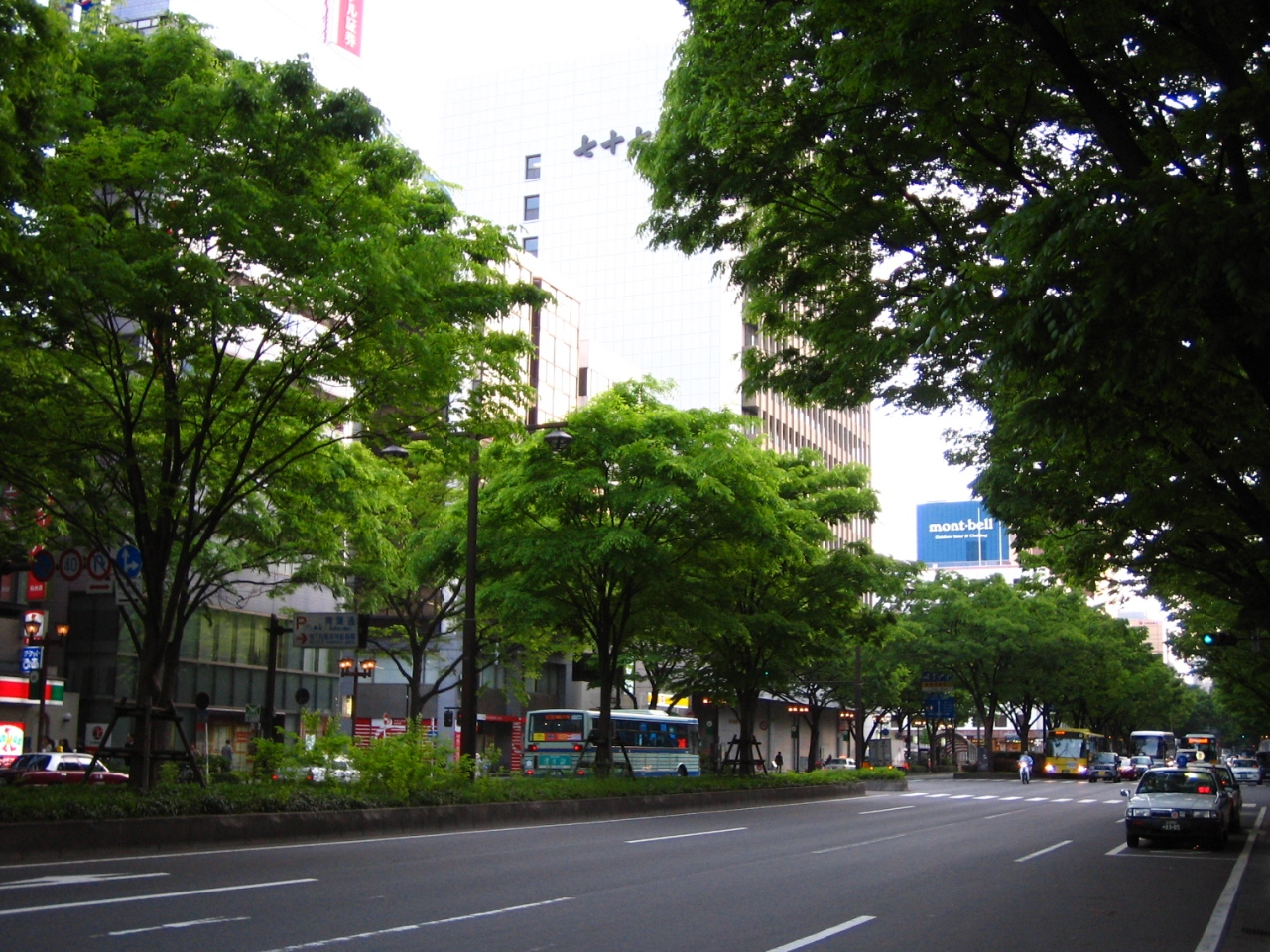
青葉通（2007年5月21日撮影）

## 関連年表
- 1909年（明治42年）、仙台を「森の都」と表現した文献的初出年[† 6][17]。
- 1916年（大正5年）、仙台を「杜の都」と表現した文献的初出年[† 6][17]。
- 1936年（昭和11年）7月1日、二葉あき子が歌う「ミス仙台」が発売開始。「さんさ時雨と並ぶご当地ソング」と後に言われるほどヒットした。歌い出しの「森の都の花乙女」により、仙台の雅称「森の都」を世に広めた。
- 1962年（昭和37年）
  - 7月5日、島倉千代子が歌う「七夕おどり」が発売。
  - 11月、（二代目）コロムビア・ローズが歌う「ミス仙台」が発売。歌詞カードでは「森の都」と表記される。
- 1970年（昭和45年）9月22日 - 仙台市が「公害市民憲章[18]」を制定。同憲章に「杜の都」と記されて以降、市は同表記を公文書における統一表記として使用[19]。
- 1971年（昭和46年）
  - 8月15日（日本時間8月16日）、ニクソン・ショックによりブレトン・ウッズ体制が終結。
  - 11月28日、東北新幹線が起工。
  - 「脱サラ（族）」が流行語になった[20][21][22]。
- 1973年（昭和48年）
  - 2月、日本が変動相場制に移行（参照）。
  - 10月6日、第四次中東戦争勃発。これに伴って、第1次オイルショックが発生し、日本の高度経済成長が終焉を迎える。
  - 東北学院大学在学中にうたごえ喫茶「若人」（仙台市）[† 7] で歌っていたさとう宗幸が、卒業後に勤めていた東京の会社を辞めて仙台に戻り、同喫茶のリーダーを再び始めた[23]。
- 1974年（昭和49年）
  - 6月26日、国土庁発足。
  - 7月1日、島倉千代子が歌う「ミス仙台」が発売。歌詞カードでは「森の都」と表記される。

- 1977年（昭和52年）

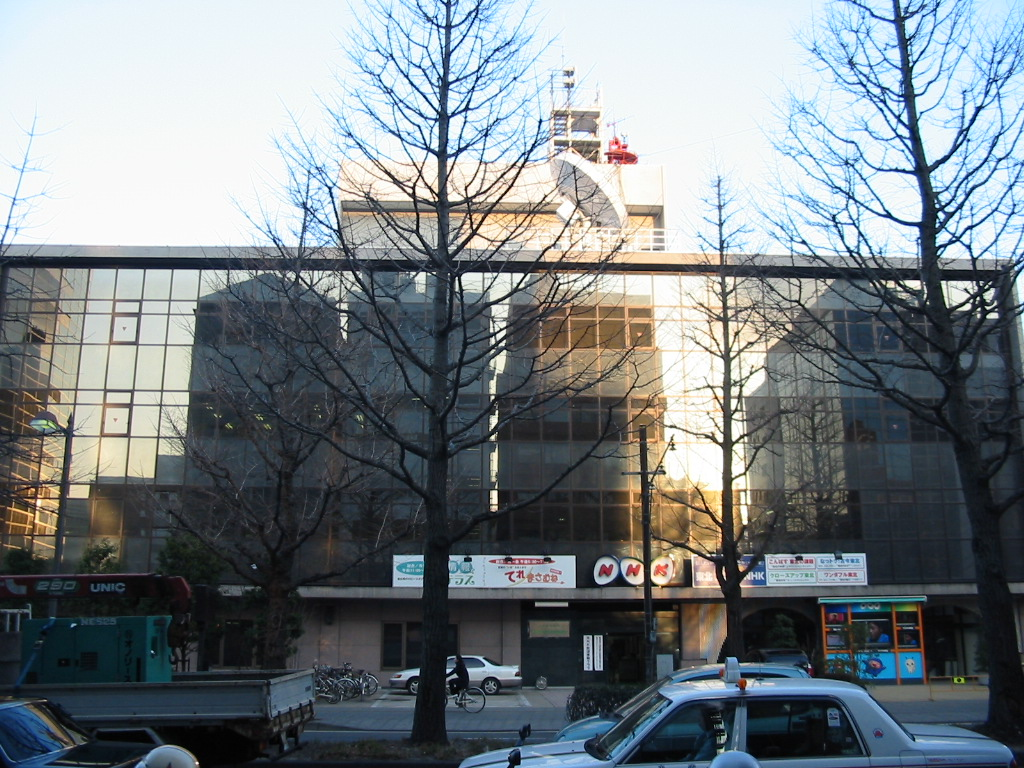
青葉城恋唄が生まれたきっかけのNHK仙台放送局（2007年1月）

  - 4月、さとうがNHK-FM仙台「FMリクエストアワー」のDJになり[23]、リスナーが投稿した詩に曲をつけて歌をつくる企画を始めた。
  - 6月、星間船一が投稿した詩をさとう（当時28歳）が一部変えて曲を付け、『青葉城恋唄』が誕生[23]。

- 1978年（昭和53年）

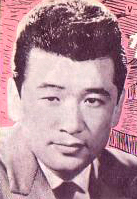
青葉城恋唄をカバーしたフランク永井（宮城県出身）

  - 5月5日、さとう（当時29歳）が歌う『青葉城恋唄』（B面：昔きいたシャンソン）がキングレコードから発売され[23]、さとうがメジャー・デビュー。
  - 6月1日、ダークダックスが歌う『青葉城恋唄』（B面：あんな男に惚れちまって）がポリドールから発売。
  - 6月12日、宮城県沖地震が発生。
  - 7月、「第1回 地方の時代シンポジウム」が神奈川県横浜市で開催。
  - 8月6日・7日・8日、仙台七夕まつりを予定通り開催。
  - 8月21日、倍賞千恵子がアルバム「人の情けが沁みる夜は 〜倍賞千恵子・歌のひととき〜」を発売。同アルバムに『青葉城恋唄』のカバーが収録された（以下、『青葉城恋唄』のカバー曲は#カバー参照）。
  - 11月4日、「地方の時代」を反映した第三次全国総合開発計画（三全総）が、福田赳夫内閣により閣議決定。
  - 11月30日、第11回日本作詩大賞において、『青葉城恋唄』が大賞を受賞した。
  - 11月、さとうが歌う『青葉城恋唄』の売上が100万枚を突破[23]。
  - 12月3日、第11回日本有線大賞において、さとうが『青葉城恋唄』で最優秀新人賞を受賞。
  - 12月19日、第7回FNS歌謡祭において、さとうが『青葉城恋唄』で最優秀新人賞を受賞。
  - 12月31日、第20回日本レコード大賞において、さとうが『青葉城恋唄』で新人賞を受賞。
  - 12月31日、第29回NHK紅白歌合戦の「ニューミュージックコーナー」において、さとうが『青葉城恋唄』で初出場。
- 1982年（昭和57年）6月23日、東北新幹線が開業。
- 1984年（昭和59年）7月10日、所ジョージがアルバム「FROM TOKOROZAWA WITH LOVE 〜所沢より愛をこめて」を発売。同アルバムに、『青葉城恋唄』のパロディ「西武園恋唄」が収録された。

- 1988年（昭和63年）11月22日、『青葉城恋唄』をモチーフにした発車メロディ（作曲：榊原光裕[† 8]）[14][15] が、JR仙石線の全線開業60周年を記念して、仙石線仙台駅で使用開始[24]。
- 1989年（平成元年）
  - 3月11日、仙石線仙台駅で使用されていた『青葉城恋唄』をモチーフにした発車メロディ（作曲：榊原光裕）を榊原自身がさらに編曲した曲が、ダイヤ改正にあわせて仙台駅の仙石線を含む在来線全ホームで使用開始[24]。
  - 4月1日、仙台市が政令指定都市に移行。
  - 7月、さとうが「デビュー11周年コンサート」を後楽園で開催[23]。
  - 7月21日、さとう（当時40歳）が『青葉城恋唄』を発売。
- 1993年（平成5年）6月23日、メジャー・デビュー15周年を迎えたさとう（当時44歳）が『青葉城恋唄』を発売。
- 1998年（平成10年）6月26日、メジャー・デビュー20周年を迎えたさとう（当時49歳）が『青葉城恋唄』を発売。

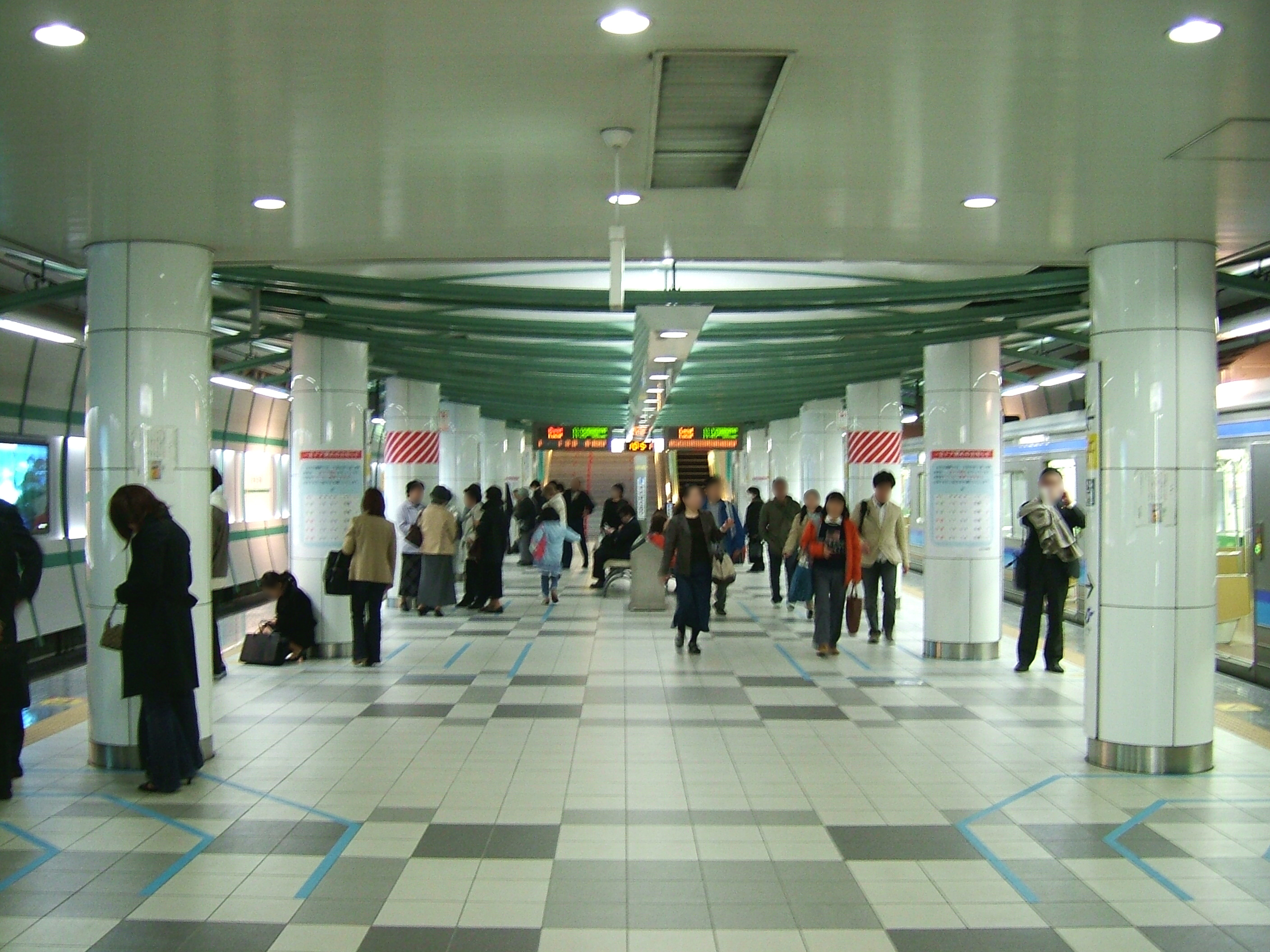
JR仙石線・あおば通駅のホーム（2007年3月）

- 2000年（平成12年）3月11日、『青葉城恋唄』をモチーフにした発車メロディ（作曲・編曲：榊原光裕）を、仙石線地下化に伴って開業したJRあおば通駅でも使用開始する一方、仙石線仙台駅では発車ベルに変更された[24]。
- 2003年（平成15年）10月1日、メジャー・デビュー25周年を迎えたさとう（当時54歳）が『青葉城恋唄』を発売。

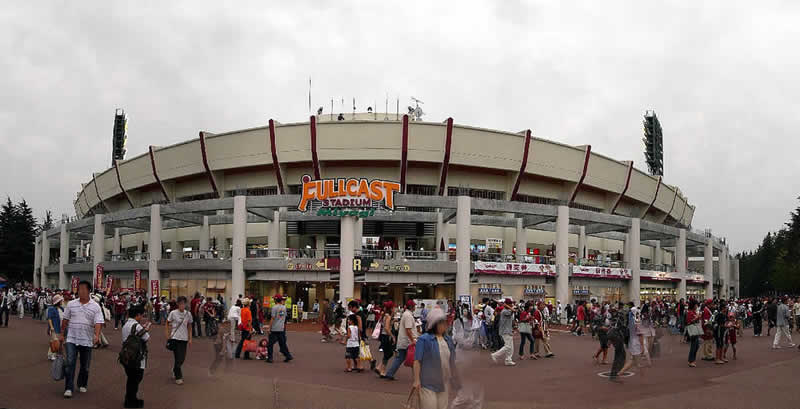
フルキャストスタジアム宮城（2005年9月）。2005年以降、チャンステーマの前奏に青葉城恋唄が使われた。

- 2005年（平成17年）3月26日、前年発生したプロ野球再編問題の結果、新規参入した東北楽天ゴールデンイーグルス（保護地域：宮城県）が初の公式戦を戦った（参照）。同年より、『青葉城恋唄』の替え歌を前奏とするチャンステーマ（原曲：八木山ベニーランドのCMソング）が、同球団の応援に使用されている。

- 2011年（平成23年）

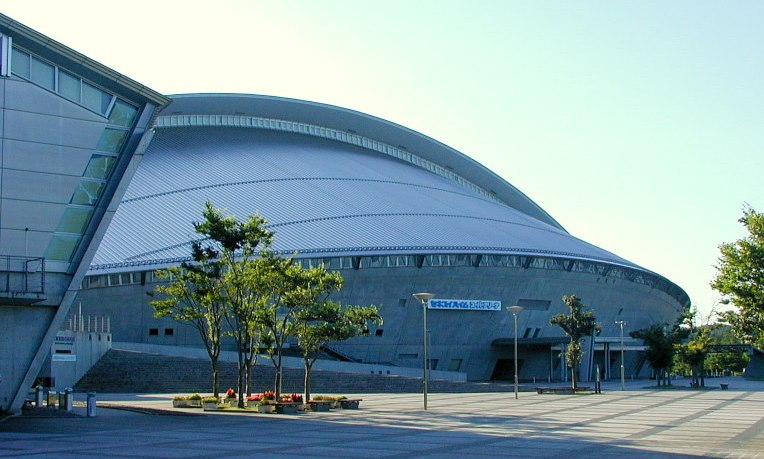
東日本大震災後に遺体安置所として使用された後、音楽ライブとしては初の使用となった桑田佳祐『宮城ライブ 〜明日へのマーチ!!〜』の会場のセキスイハイムスーパーアリーナ（2010年6月）

  - 3月11日、東北地方太平洋沖地震（東日本大震災）が発生。
  - 3月22日、「OH!バンデス」が特別編成で放送再開され、さとうが『青葉城恋唄』を歌った。
  - 5月2日、「情報ライブ ミヤネ屋」が日本三景・松島（宮城県）から全編生中継され、被災者が見守る中でさとうが『青葉城恋唄』を歌った。
  - 9月10日・11日、桑田佳祐がセキスイハイムスーパーアリーナ（宮城県利府町 グランディ・21）で開催したコンサート『宮城ライブ 〜明日へのマーチ!!〜』において、オープニングに『青葉城恋唄』を歌った。
- 2012年（平成24年）
  - 9月15日 - 12月31日、桑田佳祐がコンサート『I LOVE YOU -now & forever-』で『青葉城恋唄』を北海道以外のすべての公演で、その会場の雰囲気に合わせたものや時事ネタ、自身の心情を投影した替え歌にして歌った[25]。
- 2013年（平成25年）9月22日、サザンオールスターズ[† 9] が宮城スタジアム（宮城県利府町 グランディ・21）で開催したコンサート『灼熱のマンピー!! G★スポット解禁!!』において、アンコールで『青葉城恋唄』が演奏された[26]。

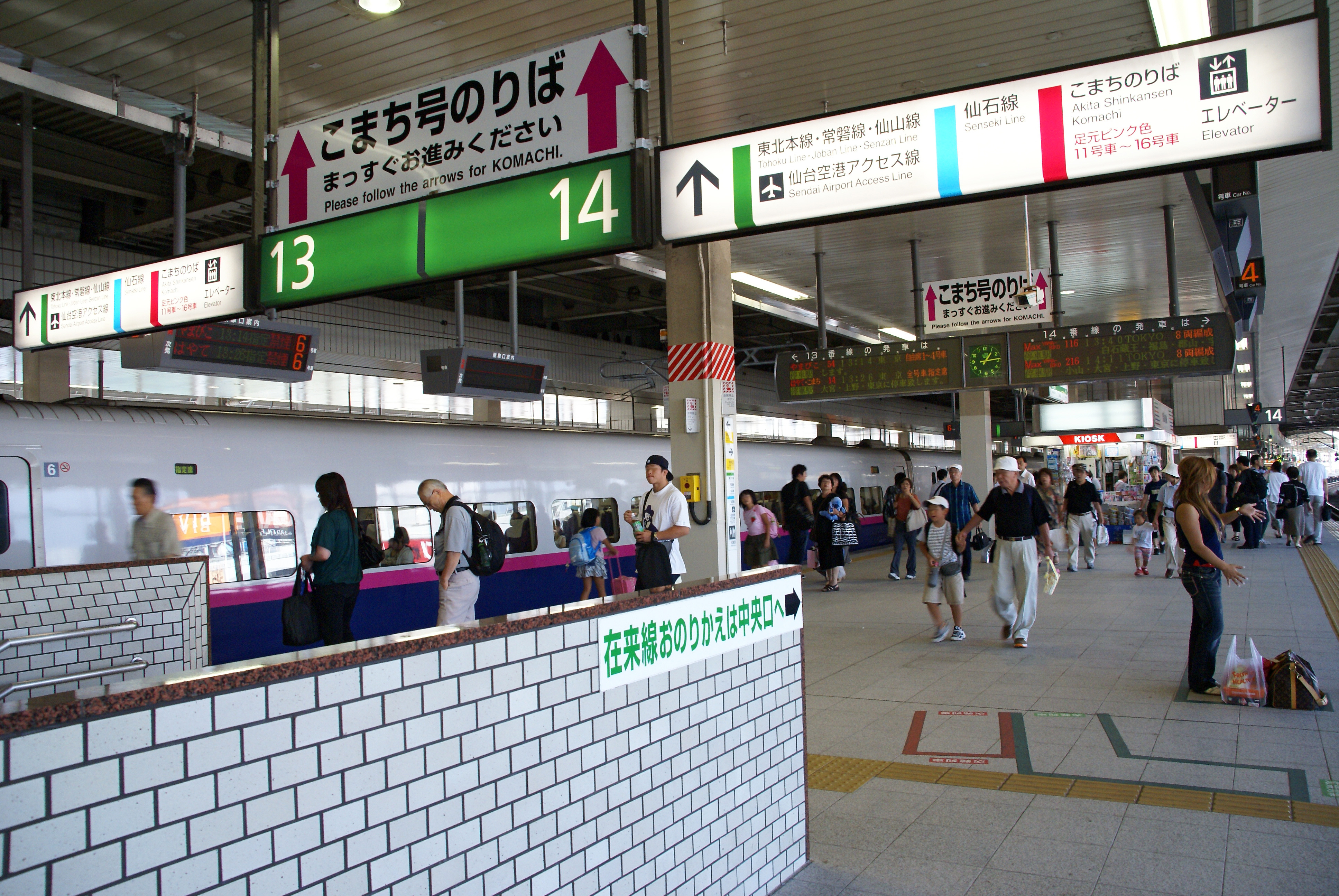
JR仙台駅・新幹線ホーム（2007年8月）

- 2016年（平成28年）7月1日、『青葉城恋唄』を榊原光裕が新たに編曲し、仙台フィルハーモニー管弦楽団が演奏した発車メロディをJR仙台駅新幹線ホームで使用開始[14][15][24]。従前の『青葉城恋唄』をモチーフにした発車メロディ（作曲・編曲：榊原光裕）は、「仙台すずめ踊り」のお囃子（作曲・編曲：榊原光裕）に変更されることになり、東北本線（仙台空港アクセス線含む）以外では同日より、東北本線では7月末に実施された[14][15][24]。

## 収録曲

### さとう宗幸盤

#### シングル「青葉城恋唄」
1978年（昭和53年）5月5日発売盤
1. 青葉城恋唄
  - 作詞：星間船一、作曲：さとう宗幸、編曲：石川鷹彦
2. 昔きいたシャンソン
  - 作詞・作曲：さとう宗幸

1989年（平成元年）7月21日発売盤
1. 青葉城恋唄
2. 岩尾別旅情  
  - 作詞・作曲：さとう宗幸
3. 昔きいたシャンソン
4. 萌ゆる想い（『2年B組仙八先生』主題歌）

1993年（平成5年）6月23日発売盤
1. 青葉城恋唄
2. 追憶
3. 青葉城恋唄（オリジナル・カラオケ）
4. 追憶（オリジナル・カラオケ）

1998年（平成10年）6月26日発売盤
1. 青葉城恋唄
2. 青葉城恋唄（オリジナル・カラオケ）
3. 岩尾別旅情
4. 岩尾別旅情（オリジナル・カラオケ）

2003年（平成15年）10月1日発売盤
1. 青葉城恋唄
2. 岩尾別旅情
3. 萌ゆる想い（『2年B組仙八先生』主題歌）
4. 青葉城恋唄（オリジナル・カラオケ）
5. 岩尾別旅情（オリジナル・カラオケ）
6. 萌ゆる想い（オリジナル・カラオケ）

#### アルバム「青葉城恋唄」
1978年（昭和53年）発売盤
SIDE A
1. 青葉城恋唄
2. 北の旅
3. ねむるオンネトー
4. 遠くへ行きたい
5. みちのく挽歌
6. 人はみな旅人なのさ

SIDE B
1. 忘れ言葉
2. 坊がつる讃歌
3. 四つに島から
4. 北への想い
5. 場面

### ダークダックス盤
1978年（昭和53年）6月1日発売盤
1. 青葉城恋唄
  - 作詞：星間船一、作曲：さとう宗幸、編曲：小野崎孝輔
2. あんな男に惚れちまって
  - 作詞：阿久悠、作曲：森田公一、編曲：小野崎孝輔

## カバー
主なカバーのうち、レコーディングして発売されたもの（そのアーティストにとって初収録）を以下に記す。以下のほかに、各歌手の全集、ベスト・アルバム、コンピレーション・アルバムなどに収録されている例もある。
カバー曲は、歌詞はそのままに、さとうが作曲したメロディラインを用いて伴奏やリズム等を編曲（アレンジ）している例がほとんどだが、アマチュアミュージシャンがさとうとは異なるメロディをつけた「新説 青葉城恋唄」という試みも見られる。また、歌詞をフランス語に訳したカバー曲や、中国語（北京語・国語・台湾華語・広東語）で新たに作詞した歌詞を用いたカバー曲も存在する。
| 歌手                             | 曲名              | 発売日          | 収録                                                                           | 備考 |
| -------------------------------- | ----------------- | --------------- | ------------------------------------------------------------------------------ | --- |
| 倍賞千恵子                       | 青葉城恋唄        | 1978年08月21日  | アルバム「人の情けが沁みる夜は 〜倍賞千恵子・歌のひととき〜」                  | |
| 秋庭豊とアローナイツ             | 青葉城恋唄        | 1978年12月      | アルバム「風の中の挽歌」                                                       | |
| 新沼謙治                         | 青葉城恋唄        | 1979年01月25日  | アルバム「青春風景」                                                           | |
| 大屋政子                         | 青葉城恋唄        | 1979年02月      | アルバム「大屋政子・ライブコンサート」                                         | 指揮：大町陽一郎、伴奏：東京交響楽団 |
| 石川さゆり                       | 青葉城恋唄        | 1979年03月25日  | アルバム「春一輪」                                                             | |
| 八代亜紀                         | 青葉城恋唄        | 1979年05月25日  | アルバム「舟唄」                                                               | |
| 森昌子                           | 青葉城恋唄        | 1979年08月01日  | アルバム「二十歳の演歌」                                                       | |
| フランク永井                     | 青葉城恋唄        | 1979年08月25日  | アルバム「お前がいいと言うのなら」                                             | |
| 五木ひろし                       | 青葉城恋唄        | 1979年          | アルバム「ひろしとギター4 今、こころの中にこの歌が....」                       | |
| 佐伯亮とマンドリン・オーケストラ | 青葉城恋唄        | 1979年          | アルバム「マンドリンのしらべ 抒情歌謡」                                        | マンドリンによるインストルメンタル |
| 和田弘とマヒナスターズ           | 青葉城恋唄        | 1979年          | コンピレーション・アルバム「青葉城恋唄」                                       | アルバムのジャケットには「ふれあいのうた・心のうた にっぽんの流行歌 青葉城恋唄 ふるさと郷愁のうた」と書かれており、文字サイズは「青葉城恋唄」が最も大きく、「にっぽんの流行歌」が2番目に大きい。                                        |
| 羅文（ロマン・タム）             | 這個秋天          | 1979年          | アルバム「好歌獻給您」                                                         | 香港・広東語バージョン（作詞：盧國沾） |
| 關正傑（マイケル・クワン）       | 這個秋天          | 1979年          | アルバム「天龍訣」                                                             | 香港・広東語バージョン。鮑慧珊とのデュエット。 |
| 張偉文（ドナルド・チュン）       | 梧桐樹下          | 1979年          | アルバム「再會了，野茉莉！」                                                   | 香港・広東語バージョン（作詞：盧國沾） |
| 秀蘭                             | 風雨中的伴侶      | 1980年01月01日  | アルバム「一溪流水」                                                           | 台湾・国語バージョン |
| ヴォーチェ・アンジェリカ         | 青葉城恋唄        | 1980年05月21日  | アルバム「楽しいフォークコーラス Vol.3」                                       | |
| 甄妮（ジェニー・ツェン）         | 秋別              | 1980年          | アルバム「一對鳥児飛」                                                         | 台湾・国語バージョン（作詞：孫儀）。 香港ではアルバム「夢中的媽媽」（1980年）に収録。 |
| 陳芬蘭                           | 愛河烟霧          | 1980年          | アルバム「"69"最佳歌曲」                                                       | 台湾・国語バージョン（作詞：慎芝） |
| 費玉清                           | 永遠只有你        | 1981年04月      | アルバム「變色的長城」                                                         | 台湾・国語バージョン（作詞：張弼） |
| 陳彼得                           | 今夜沒有你        | 1981年          | アルバム「也是情歌」                                                           | 台湾・国語バージョン |
| コロムビア・オーケストラ         | 青葉城恋唄        | 1982年07月21日  | カセット「仙台よいとこ 〜杜の都の詩情〜」                                      | このカセットが初収録ではない可能性あり |
| 蔡幸娟                           | 青葉城戀唄/飛向你 | 1982年          | アルバム「夏威夷航路（憧れのハワイ航路）」                                     | 日本語 / 台湾華語バージョン。 |
| 林端                             | 青叶城之恋        | 1984年          | アルバム「吉它谣」                                                             | 日本語 / 広東語バージョン。 |
| 李杰                             | 寒风              | 1985年          | アルバム「热线你和我」                                                         | 北京語バージョン。 |
| 张行                             | 寒风告诉我        | 1985年          | アルバム「再爱我一次」                                                         | 北京語バージョン。 |
| ボニージャックス                 | 青葉城恋唄        | 1986年03月21日  | アルバム「旅情」                                                               | このアルバムが初収録ではない可能性あり |
| 于佳易                           | 青叶城之恋        | 1986年          | アルバム「迪斯科女王」                                                         | 北京語バージョン。 |
| ダ・カーポ                       | 青葉城恋唄        | 1990年04月01日  | アルバム「ダ・カーポ Folk Song ファンタジー 青春のおくりもの」                 | |
| ペギー葉山                       | 青葉城恋唄        | 1996年11月21日  | アルバム「ペギー葉山の心の歌」                                                 | このアルバムが初収録ではない可能性あり |
| 島倉千代子                       | 青葉城恋唄        | 1997年06月21日  | アルバム「特選集 / 美しき天然〜ときめきをさがしに」                            | このアルバムが初収録ではない可能性あり |
| 宗次郎                           | 青葉城恋唄        | 1999年03月25日  | アルバム「日本のうた こころのうた 第五集 -翼をください-」                      | オカリナによるインストルメンタル |
| 夢慧                             | 青葉城恋唄        | 1999年05月26日  | アルバム「Soft Healing Songs 6 〜抒情歌〜」                                    | |
| 岡村喬生                         | 青葉城恋唄        | 1999年07月23日  | アルバム「洒落男◎さとうきび畑 岡村喬生 昭和を歌う」                            | |
| 大石昌美                         | 青葉城恋唄        | 2000年04月21日  | アルバム「70〜80'S ベスト ヒット オン ハーモニカ」                             | ハーモニカによるインストルメンタル |
| 八只眼                           | 青叶城之恋        | 2000年04月      | アルバム「青叶城之恋」                                                         | 中国の4人組コーラスグループだが、 日本語で歌っている。 |
| José Luis Barboza                | AOBAJO KOIUTA     | 2001年          | アルバム「Tu Sonrisa」                                                         | パラグアイ出身のアルパ奏者。 |
| 芹洋子                           | 青葉城恋唄        | 2002年02月06日  | アルバム「わが心の愛唱歌抒情歌名曲集」                                         | このアルバムが初収録ではない可能性あり |
| 蘇宇虹                           | 青葉城恋唄        | 2003年          | アルバム「中国の楽器 古箏のしらべ」                                            | 中国出身。古筝によるインストルメンタル |
| 水森かおり                       | 青葉城恋唄        | 2003年06月25日  | アルバム「歌謡紀行II〜鳥取砂丘〜」                                             | |
| Mess→Age Crew                    | 青葉城恋唄21      | 2005年03月15日  | ミニアルバム「前略、未知の國から」                                             | R&B風のアレンジ。ラップ：CUZSICK。東北地方で2005年2月22日先行販売。2006年7月19日シングルカット。 |
| 斉藤功                           | 青葉城恋唄        | 2005年06月08日  | アルバム「ギターで奏でる日本のうた 〜抒情歌編〜」                              | クラシック・ギターによるインストルメンタル |
| 張偉文（ドナルド・チュン）       | 這個秋天          | 2005年06月08日  | アルバム「唱好自己」                                                           | 香港・広東語バージョン。胡美儀とのデュエット。このアルバムが初収録ではない可能性あり。 |
| 貝山幸子                         | 青葉城恋唄        | 2005年07月25日  | （シングル）                                                                   | シャンソン風のアレンジ。 フランス語 / 日本語バージョン |
| 胡兵                             | 青葉城恋唄        | 2005年08月03日  | （シングル）                                                                   | 中国・北京語バージョンと、 日本語バージョンを収録。元オフコース の鈴木康博が編曲。 |
| 松原健之                         | 青葉城恋唄        | 2006年06月21日  | ミニアルバム「桜橋から」                                                       | |
| 馬向華                           | 青葉城恋唄        | 2008年05月10日  | アルバム「萬里悠情歌/二胡日本名歌撰」                                          | 中国出身。二胡によるインストルメンタル |
| CUZSICK&まきのめぐみ             | 青葉城恋唄21 pt.2 | 2009年07月01日  | ミニアルバム「Smooth Loco★Motion」                                             | |
| 寺内タケシ                       | 青葉城恋唄        | 2010年01月13日  | アルバム「エレキで綴る昭和歌謡史全集」                                         | エレキギターによるインストルメンタル |
| 仙台美少女図鑑・歌組             | 青葉城恋唄        | 2010年04月28日  | ミニアルバム「初めまして!DOKIDOKI仙台美少女図鑑です。〜Song for SENDAI〜」     | テクノポップ風のアレンジ。 |
| テクプリ                         | 青葉城恋唄        | 2010年07月18日  | マキシシングル「FIRST DATE」                                                   | テクノポップ風のアレンジ。 |
| カンノ・トオル・オーケストラ     | 青葉城恋唄        | 2010年11月17日  | コンピレーション・アルバム「歌のない大人のための抒情愛唱歌」                   | このアルバムが初収録ではない可能性あり。 |
| サム・テイラー、沢中健三         | 青葉城恋唄        | 2011年02月09日  | アルバム「ムード・テナー大競演」                                               | アメリカ合衆国出身のサム・テイラーによるテナー・サックスのインストルメンタル。このアルバムが初収録ではない可能性あり。 |
| 桑田佳祐                         | 青葉城恋唄        | 2011年11月16日  | DVD「宮城ライブ 〜明日へのマーチ!!〜」                                         | ライヴ映像 |
| アロージャズオーケストラ         | 青葉城恋唄        | 2011年11月23日  | アルバム「J.J-Standard II 〜明日へ!スイング〜」                                | ジャズ風のアレンジ。 |
| 建吾                             | 青葉城恋唄        | 2011年          | アルバム「Smile For Japan 〜音楽は心のライフライン〜 日本の歌、心の唄」        | |
| 浜田真理子                       | 青葉城恋唄        | 2012年03月11日  | アルバム「あなたの心に」                                                       | |
| リチャード・クレイダーマン       | 青葉城恋唄        | 2012年05月16日  | アルバム「PRAY FOR JAPAN」                                                     | フランス出身。クレイダーマンのピアノとレイモン・ルフェーブル・グランド・オーケストラとの協演。 |
| Baby Boo                         | 青葉城恋唄        | 2013年04月17日  | アルバム「うたごえ喫茶アルバム ふるさとのうた」                                | |
| 加山雄三                         | 青葉城恋唄        | 2013年07月03日  | アルバム「メッセージ 〜加山雄三 J・スタンダードを歌う〜」                      | |
| サザンオールスターズ             | 青葉城恋唄        | 2013年12月31日  | DVD『SUPER SUMMER LIVE 2013 「灼熱のマンピー!! G★スポット解禁!!」 胸熱完全版』 | ライヴ映像 |
| 南里沙                           | 青葉城恋唄        | 2014年06月18日  | アルバム「RISA Plays J-songs」                                                 | クロマチック・ハーモニカによるインストルメンタル |
| 山内惠介                         | 青葉城恋唄        | 2016年010月19日 | アルバム『ライブカバーアルバム「惠音楽会」ポップス・歌謡編』                   | ライヴ収録 |
| ティーナ・カリーナ               | 青葉城恋唄        | 2017年04月26日  | アルバム『ひとり昭和歌謡祭 ベストアルバム』                                    | |
| 7CHANGE                          | 青葉城恋唄2018    | 2018年05月09日  | （シングル）                                                                   | CUZSICKが関わっている『Mess→Age Crew「青葉城恋唄21」』、『CUZSICK&まきのめぐみ「青葉城恋唄21 pt.2」』、『仙台美少女図鑑・歌組「青葉城恋唄」』と同じで、星間船一の歌詞を一部改変し、メロディの一部をさとう宗幸のオリジナルと変えている。 |
| 渡哲也                           | 青葉城恋唄        | 2019年07月17日  | アルバム「石原裕次郎・渡哲也 プライベート」                                    | 1998年頃に渡の知人が経営するカラオケスナックで歌ったときの音源。 |
| 毛阿敏                           | 愛河烟霧          | 不明            | 不明                                                                           | 台湾・国語バージョン。チワン族である 中国人歌手。 |

## 受賞歴
| 授賞年月日                 | 授賞イベント           | 授賞名目     |
| -------------------------- | ---------------------- | ------------ |
| 1978年（昭和53年）11月30日 | 第11回日本作詩大賞     | 大賞         |
| 1978年（昭和53年）12月3日  | 第11回日本有線大賞     | 最優秀新人賞 |
| 1978年（昭和53年）12月19日 | 第7回FNS歌謡祭         | 最優秀新人賞 |
| 1978年（昭和53年）12月31日 | 第20回日本レコード大賞 | 新人賞       |